# Macrojoppa variegata
Macrojoppa variegata là một loài tò vò trong họ Ichneumonidae.